# Comté de Frise orientale
1464–1744
Entités précédentes :
- Frise

Entités suivantes :
- Royaume de Prusse

Le comté de Frise orientale (Grafschaft Ostfriesland en allemand) est un État du Saint-Empire romain germanique situé dans le nord-ouest de l'actuelle Allemagne. Il est gouverné par la famille Cirksena de sa création, en 1464, jusqu'à l'extinction de la lignée princière, en 1744, date à laquelle il est annexé par le royaume de Prusse.

## Histoire
Durant la majeure partie du Moyen Âge, la Frise n'est pas organisée suivant le principe de féodalité. Le pouvoir y est décentralisé et partagé entre de petites communautés locales (Bauernrepublik). Ce n'est qu'au début du XIVe siècle que de grandes familles commencent à se distinguer, parmi lesquelles les Ukena, les tom Brok et les Cirksena, qui s'efforcent tour à tour d'étendre leur autorité sur toute la Frise orientale.
Le comté de Frise orientale voit le jour le 1er octobre 1464, lorsque Ulrich Cirksena est élevé à la dignité de comte du Saint-Empire par l'empereur Frédéric III à l'abbaye de Faldern (de). C'est la fin de la période de la Liberté frisonne.
Bien que l'autorité du comte soit censée s'étendre des bouches de l'Ems à celles de la Weser, les Cirksena ne sont jamais maîtres de l'intégralité de ce territoire. Le Harlingerland n'est rattaché à leur domaine qu'en 1600, tandis que le pays de Jever et la presqu'île de Butjadingen leur échappent au profit du comté d'Oldenbourg au XVIe siècle.
L'autorité des comtes est également limitée par les pouvoirs dont disposent les États du comté, en particulier la ville d'Emden, ce qui donne lieu à de nombreuses querelles. En 1595, la révolution d'Emden (de) voit le comte Edzard II être chassé de sa résidence traditionnelle, le château d'Emden (de). Soutenus par les Provinces-Unies, les bourgeois d'Emden obtiennent gain de cause et les pouvoirs accrus des États dans le domaine législatif, financier et judiciaire sont reconnus en 1611 par l'accord d'Osterhusen (de).
Pour compenser cette perte de prestige, les Cirksena s'efforcent d'obtenir la dignité de prince du Saint-Empire. Grâce à Hermann Conring, le comte Ennon-Louis reçoit ce titre en 1654, mais uniquement pour lui-même et sans siège au banc de la Diète. Son frère parvient à obtenir que le titre princier devienne héréditaire dans sa famille en 1662. De leur côté, les États obtiennent de l'empereur Léopold Ier leurs propres armoiries en 1678, cas unique dans l'histoire du Saint-Empire. Les tensions entre les Cirksena et les États persistent jusqu'à la guerre d'Appelle (de) de 1726-1727, dont le prince Georges-Albert sort victorieux.
Isolée et affaiblie, la ville d'Emden entre en négociations avec le royaume de Prusse pour que le roi Frédéric II hérite de la Frise orientale à l'extinction de la lignée princière. La convention d'Emden (de) est signée le 14 mars 1744, quelques mois seulement avant la mort sans enfants du dernier prince Cirksena, Charles-Edzard, le 25 mai. Les forces prussiennes occupent alors la région, qui devient une province prussienne, et Frédéric II reçoit l'hommage des États le 23 juin.

## Héraldique

Armoiries de la Frise orientale.

Les armoiries de la Frise orientale sont introduites en 1625 par le comte Rodolphe-Christian. Elles combinent six blasons représentant les grandes familles et les principales divisions territoriales du comté :
- la harpie d'or pour les Cirksena (l'Emsigerland et l'ouest du Norderland) ;
- l'aigle d'or pour les tom Brok (le Brokmerland et l'Auricherland) ;
- les losanges pour les Tzyerza et les croissants pour les Mertenesna (l'est du Norderland) ;
- le lion pour Focko Ukena (le Reiderland, le Moormerland, le Lengenerland et l'Overledingerland) ;
- l'ours pour les Attena (Esens et Stedesdorf) ;
- les lances croisées pour Hero Omken (le Harlingerland).